# 後藤ちま
後藤 ちま（ごとう ちま、本名 : 小林 京子 1974年3月20日 - ）は、日本のAV女優。
東京都出身。

## 略歴
1990年代に活動した。
高校1年の時、少女向けファッション雑誌『プチセブン』のモデルとして業界デビュー。投稿写真誌やブルセラ系雑誌などを中心にグラビア活動を行い、開けっぴろげな制服ヌードで人気を得る。
自らモデルとして活動する傍ら、女子高生モデルを写真誌などに斡旋するモデルプロダクション的な活動を行い、業界では「ギャル社長」として知られた存在だった。
1992年10月に『放課後めしべ』（VIP）でAVデビュー。はまり過ぎとも言える女子高生役で注目されるが、2作目『早熟リップサービス』（ステラ）は撮影が行われながら発売中止となる。『放課後めしべ』は2007年現在、中古市場ではプレミアアイテムとして取引されている。

## 作品

### アダルトビデオ
- 放課後めしべ 女子校生のいけない寄り道（1992年10月9日、VIP）
- 早熟リップサービス 口だけなんだから（1992年11月21日、ステラ）→発売中止
- でっかいの好き（1992年11月、ヤングキッス） - 『放課後めしべ』の再編集版